# إمارة ملداوة
إِمَارَةُ مُلْدَاوَة (بالرومانية: Principatul Moldovei) إمارة كانت في شرقي أوربا وكان لأميرها ما بين شرقي جبال بلواط ونهر نِسْتَر. وقد سميت باسم نهر ملداوة الذي يمر من مدينة باية التي كان فيها مقام أميرها في أول أمرها أواسط القرن الرابع عشر للميلاد. ولم تزل ملداوةُ مستقلةً حتى صارت تبعا لدولة بني عثمان ثم اجتمعت بالأفلاق سنة 1859 فأصبحتا مملكةً سميت في ما بعد «رومانيا» وظلت تابعة للعثمانيين إلى حين، وكان اجتماعهما من كون أميرهما واحدا وهو ألكسندرُ بنُ يوحنا الكُوزِيُّ.

## التسمية والأصل اللغوي
يعود أصل الاسم إلى نهر ملداوة، ولكن أصول التسمية غير معروفة، وهناك العديد من الروايات:
وفقًا للأسطورة المذكورة في كتاب وصف ملداوة (1714–1716) لـ ديميتري كانتيمير، فإن الاسم مرتبط برحلة صيد للأمير دراجوش، حيث توفيت كلبته "مولدا" خلال الرحلة، وأُطلق اسمها على النهر.
يُعتقد أن التسمية من أصل قوطي وتعني "الغبار" أو "التراب".
تشير روايات أخرى إلى أصل سلافي مشتق من كلمة تدل على الملكية.

## التاريخ

### العصور الوسطى
تأسست ملداوة في عام 1346 كمارك للدفاع ضد الغزوات التترية. وفي عام 1359، أعلن بغدان الأول استقلالها عن مملكة المجر.

### الفترة العثمانية
أصبحت ملداوة دولة تابعة للدولة العثمانية في القرن الخامس عشر، لكنها احتفظت بحكم ذاتي محدود. خلال هذه الفترة، تطورت الزراعة والتجارة، ولكن زادت الضرائب بشكل كبير لدعم الحملات العثمانية.

### الاتحاد مع فالاشيا
في عام 1859، تم انتخاب الأمير ألكسندر يوهان كوزا كحاكم لكل من ملداوة وفالاشيا، مما أدى إلى اتحاد الإمارتين وتشكيل أساس رومانيا الحديثة.

## الجغرافيا
تقع ملداوة بين جبال الكاربات إلى الغرب ونهر دنيستر إلى الشرق، مع مناطق سهول في الجنوب الشرقي. تبلغ مساحتها حوالي 94,862 كم².

## السكان
في القرن الخامس عشر، قُدر عدد سكان ملداوة بين 250,000 و600,000 نسمة. بحلول عام 1859، كان عدد سكان ملداوة الغربية حوالي 1,463,927 نسمة.

## الثقافة
اشتهرت ملداوة بتراثها الثقافي والديني الغني، بما في ذلك العمارة المميزة والكنائس المزخرفة.

## وصلات خارجية
ملداوة على ويكي بيانات